# Бильгич, Эсра
Эсра́ Бильги́ч (тур. Esra Bilgiç; род. 14 октября 1992, Анкара) — турецкая актриса

 театра, кино, телевидения и озвучивания, и фотомодель.

## Биография
Эсра Бильгич родилась 14 октября 1992 года в Анкаре (Турция). У неё есть младший брат — Али Бильгич. Эсра с ранних лет обладала актёрским талантом, а в 8-летнем возрасте начала принимать участие в детских спектаклях театральных курсов муниципалитета Мамак. Она с детских лет занималась музыкой, играет на скрипке и фортепиано. После окончания средней школы, Бильгич поступила на факультет археологии Университета Хаджеттепе, но бросила его и продолжила получать высшее образование на факультете международных отношений Билькентского университета. Позже она также обучалась на юридическом факультете Университета Мармара и изучала актёрское мастерство в Королевской академии драматических искусств.
Дебютной ролью Бильгич на телевидении стала Халиме-хатун в телесериале «Возрождение: Эртугрул», в котором она снималась с 2014 по 2018 год. После получения международного признания за эту роль, различные турецкие и зарубежные бренды начали приглашать её в качестве модели для фотосессий и телевизионных рекламных роликах. В 2018 году Бильгич сыграла роль Дерьи Акар в телесериале «Одной надежды достаточно». С 2020 по 2021 год она играла роль Сибель Йылдырым в телесериале «Рамо». С 2021 по 2022 год играла роль Гюльфем Пашазаде в телесериале «Земли беззакония».
С 2017 по 2019 год Бильгич была замужем за футболистом Гёкханом Тёре.

## Фильмография
| Год       |     | Русское название                   | Оригинальное название      | Роль                          |
| --------- | --- | ---------------------------------- | -------------------------- | ----------------------------- |
| 2014—2018 | с   | Возрождение: Эртугрул              | Diriliş Ertuğrul           | Халиме-хатун                  |
| 2018      | с   | Одной надежды достаточно           | Bir Umut Yeter             | Дерья Акар                    |
| 2020      | кор | QMobile: ваше мнение важно для нас | QMobile: Your View Matters | Принцесса                     |
| 2020—2021 | с   | Рамо                               | Ramo                       | Сибель Йылдырым / Кая / Ханлы |
| 2021—2022 | с   | Земли беззакония                   | Kanunsuz Topraklar         | Гюльфем Пашазаде              |
| 2022      | ф   | Посвящение: Священная битва        | Adanış: Kutsal Kavga       | Джемре Хазнедар               |
| 2022      | мф  | Мальчик-дельфин                    | Мальчик-дельфин            | Нана                          |
| 2023      | тф  | Ататюрк 1881-1919                  | Atatürk: 1881-1919         | мадам Коринн                  |
| 2023      | тф  | Ататюрк 1881-1919. Часть 2         | Atatürk II: 1881-1919      | мадам Коринн                  |
| 2024      | ф   | Любовь и искусство                 | Romantik Hirsiz            | Алин                          |
| 2024—2025 | с   | Врата времени                      | Zamanin Kapilari           | Невра Озер                    |
|           | с   | Есть ещё одна возможность          | Bir İhtimal Daha Var       |                               |